# Nový Malín
Nový Malín (avant 1947 : Frankštát ; en allemand : Frankstadt an der Mährischen Grenzbahn) est une commune du district de Šumperk, dans la région d'Olomouc, en République tchèque. Sa population s'élevait à 3 647 habitants en 2025.

## Géographie
Nový Malín se trouve à 4 km au sud-est du centre de Šumperk, à 42 km au nord-ouest d'Olomouc et à 187 km à l'est-sud-est de Prague.

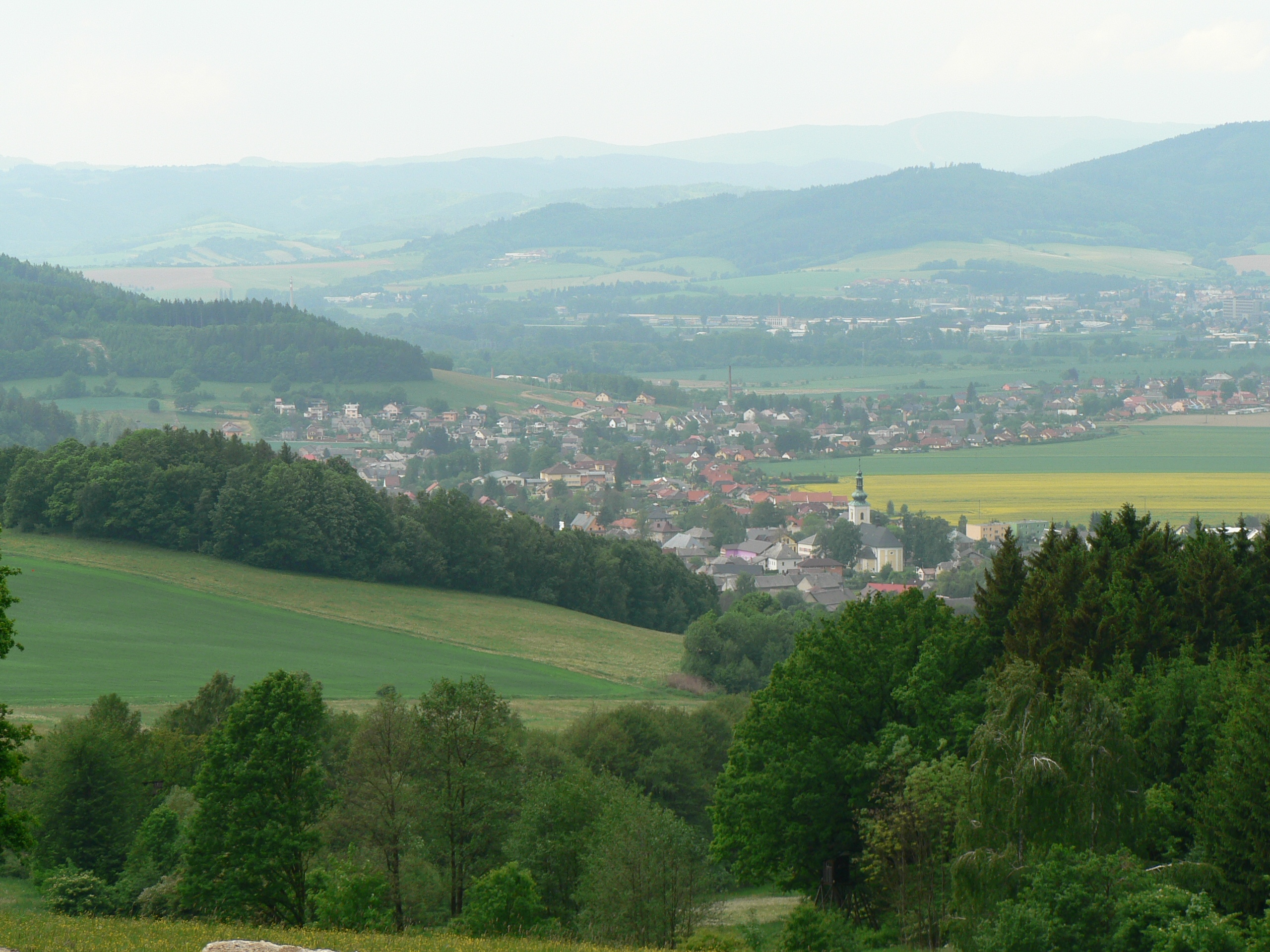
Panorama de Nový Malín.

La commune est limitée par Vikýřovice et Hraběšice au nord, par Oskava à l'est, par Libina au sud, par Hrabišín au sud-ouest, et par Dolní Studénky et Šumperk à l'ouest.

## Histoire
La première mention écrite de la localité date de 1350.

## Administration
La commune se compose de trois sections :
- Mladoňov
- Nový Malín
- Plechy

## Transports
Par la route, Nový Malín se trouve à 6 km de Šumperk, à 61 km d'Olomouc et à 238 km de Prague.